# Józef Mitręga

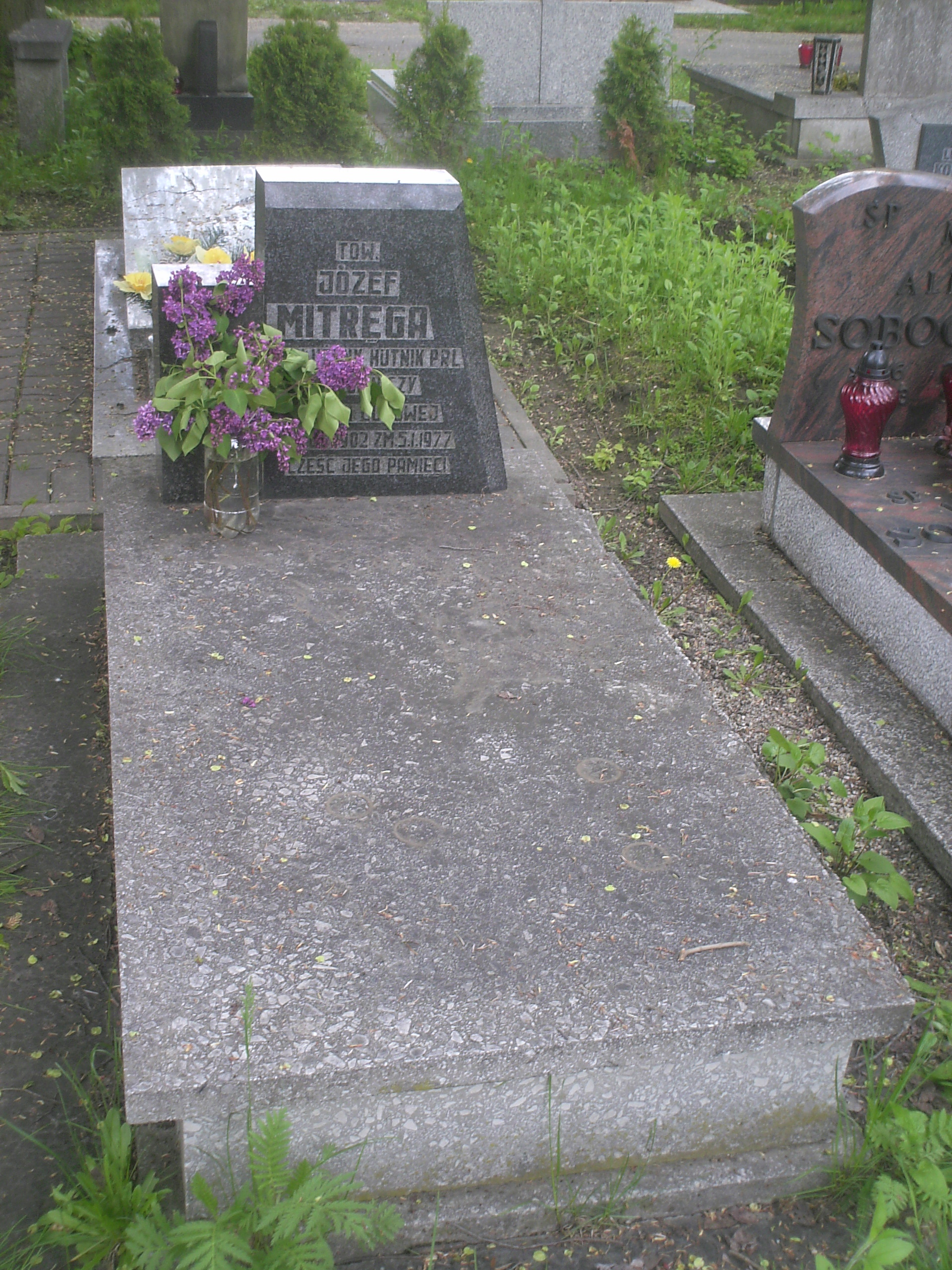
Grób Józefa Mitręgi w alei zasłużonych Cmentarza Centralnego w Gliwicach

Józef Mitręga (ur. 26 lipca 1902 w Kuźni Raciborskiej, zm. 5 stycznia 1977 w Gliwicach) – powstaniec śląski, hutnik, działacz PPR i PZPR, odznaczony Orderem Budowniczego Polski Ludowej.

## Życiorys
Urodzony w rodzinie robotniczej, był synem Franciszka i Marii z domu Górnik. Od 1905 mieszkał z rodzicami w Bobrku koło Bytomia, gdzie ojciec podjął pracę w hucie; zawód hutnika był rodzinną tradycją Mitręgów, z siedmiu braci Józefa Mitręgi w fachu pracy nie podjął jedynie jeden – został górnikiem.
W wieku 14 lat po ukończeniu miejscowej szkoły powszechnej rozpoczął pracę jako robotnik, a później jako wytapiacz przy wielkich piecach w Hucie Bobrek oraz od 1922 w Hucie Królewskiej w Chorzowie-Batorym. Uczestniczył w walkach powstańczych w szeregach grupy "Bobrek" pod dowództwem Wincentego Leśniaka, m.in. pod Koźlem, Kędzierzynem i w rejonie Góry św. Anny. W obawie przed represjami po powstaniach śląskich w 1923 wyjechał do Francji, gdzie pracował w górnictwie oraz przemyśle hutniczym. W okresie wojny brał udział w akcjach sabotażowych ruchu oporu. We Francji, krótko przed wybuchem wojny, zawarł związek małżeński z działaczką polonijną i lewicową Marią Szczepańską. Po powrocie do Polski w 1946 podjął pracę w hucie „Baildon” jako mistrz stalowni. W 1951 został kierownikiem stalowni w Hucie Bobrek. Od 1956 do 1963, to jest do czasu przejścia na emeryturę, był dyrektorem Huty im. 1 Maja w Gliwicach.
Od 1947 działał w Polskiej Partii Robotniczej, następnie w Polskiej Zjednoczonej Partii Robotniczej. Pełnił funkcje w Komitecie Zakładowym partii w Bobrku oraz w Komitecie Miejskim w Bytomiu i Gliwicach. Udzielał się też w gliwickich strukturach ORMO. Zasłużony Hutnik PRL, był odznaczony m.in. Orderem Budowniczego Polski Ludowej oraz Krzyżem Powstań Śląskich oraz uhonorowany wpisem do Galerii Ludzi Zasłużonych, istniejącej od 1973 przy Komitecie Wojewódzkim PZPR w Katowicach. Jego imieniem nazwano jedną z gliwickich ulic. Został pochowany na alei zasłużonych Cmentarza Centralnego w Gliwicach.

## Odznaczenia
- Order Budowniczych Polski Ludowej (1955)[1]
- Złoty Krzyż Zasługi (1953)[2]
- Brązowy Krzyż Zasługi (1951)[3]
- Śląski Krzyż Powstańczy
- Medal 10-lecia Polski Ludowej (1954)[4]
- Odznaka tytułu honorowego „Zasłużony Hutnik PRL”